# 凡爾賽 (印第安納州)
凡爾賽（英語：Versailles）是一個位於美國印地安納州里普利縣的城市。根據2010年美國人口普查，該地人口為2113人，而該地的面積約為4.15平方千米。同時該地也是里普利縣的縣治。

## 地理
凡爾賽的座標為39°04′03″N 85°15′18″W / 39.06750°N 85.25500°W，而該地的平均海拔高度為294米（即965英尺）。